# Company of Heroes 3
Company of Heroes 3 ist ein im Februar 2023 erschienenes Echtzeit-Strategiespiel von Entwickler Relic Entertainment und Publisher Sega. Der dritte Teil der Company-of-Heroes-Reihe ist zunächst für Microsoft Windows veröffentlicht worden und erschien Ende Mai 2023 auch für PlayStation 5 und Xbox Series. Der Titel thematisiert, wie seine Vorgänger, den Zweiten Weltkrieg, diesmal an Schauplätzen in Italien und Nordafrika und weist diverse neue Funktionen und einen neuen rundenbasierten Spielmodus auf.

## Spielinhalt
Company of Heroes 3 beinhaltet vier spielbare Fraktionen und zwei separate Kampagnen. Bei den Fraktionen handelt es sich um das Deutsche Afrikakorps als eigene Fraktion, die auch über italienische Einheiten verfügt, sowie reguläre deutsche, britische und US-amerikanische Streitkräfte. Dabei werden, im Vergleich zu den Vorgängern, diverse neue Spielmechaniken implementiert, wie „Seitenpanzerung, die Bergung feindlicher Fahrzeuge und das Abschleppen von Fahrzeugen“. Hersteller Relic legte bei der Entwicklung einen Schwerpunkt auf Infanterieeinheiten und ein Spieltempo, das eher dem langsameren ersten Teil der Serie ähnelt.
Erstmals in der Serie gibt es als Teil der Einzelspielerkampagne einen rundenbasierten Modus, der ähnlich zu Total War gespielt wird. Darin wird die Befreiung Italiens aus Sicht der Alliierten nachgestellt und einzelne Schlachten in Echtzeit ausgetragen. Die Kampagne in Nordafrika wird aus deutscher und italienischer Perspektive und vollständig im klassischen Echtzeitmodus mit linearen Missionen gespielt.

## Entwicklung und Veröffentlichung
Die Entwicklung des Spiels wurde im Juli 2021 bekanntgegeben. Vom 12. bis zum 19. Juli 2022 war eine Demoversion des Spiels zu Testzwecken spielbar. Die zunächst für den 17. November 2022 geplante Veröffentlichung wurde im Oktober 2022 um mehrere Monate auf den 23. Februar 2023 verschoben. Der Hersteller benötige mehr Zeit für den Feinschliff. Der Titel erschien für einen Verkaufspreis von rund 60 Euro exklusiv über die Vertriebsplattform Steam.
In einer Vorabpräsentation des Spiels ging ein Vertreter des Herstellers auf die „besonders heikle“ Thematik des Mythos von „Wüstenfuchs“ Erwin Rommel ein und betonte, dass das Ziel der Entwickler nicht sei, eine „romantisierte Geschichte“ des Krieges zu erzählen oder Mythen von „Krieg ohne Hass“ oder einer sauberen Wehrmacht zu bedienen. Stattdessen wolle man den Konflikt „humanisiert“ darstellen. „Es gibt Menschen, die dort gelebt haben und die davon betroffen waren, und wir versuchen, auch diese Geschichte zu erzählen“, so der Vertreter.

## Rezeption
Metacritic aggregierte über 60 „im Allgemeinen positive Kritiken“ zu einer Gesamtpunktzahl von 81 aus 100 für die PC-Version. Die Rezensionsdatenbank OpenCritic fasste mehr als 70 Urteile der Computerspielpresse zu einer plattformübergreifenden Gesamtwertung von 78 aus 100 Punkten zusammen und vergab das Label „Stark“. 77 Prozent der Kritiker würden das Spiel empfehlen.
4Players bewertet den dritten Serienteil als „richtig gute Echtzeit-Strategie“. Company of Heroes 3 käme qualitativ den beiden Vorgängern gleich, würde jedoch spielmechanisch und im Setting wenig Neuerungen bieten. Der Titel sei eine zeitgemäße Umsetzung der bewährten Formel, ohne dabei neue Maßstäbe zu setzen.